# 分支切割法
分支切割法是用于解决整数线性问题（ILPs），即部分或全部未知数为整数值的线性规划（LP）的问题的组合优化方法。该方法在分支定界法的基础上，使用切割平面以收紧线性规划松弛。如果切割平面仅用来收紧初始的 LP 松弛，则改称为切割分支法。

## 算法描述
以下假设 ILP 问题为最大化问题。
该方法首先使用单纯形法解决无整数约束的线性问题。获得最优解后，如果有约束为整数的变量取了非整数值，该算法会使用切割平面法以寻找进一步的线性约束：所有可行的整数点满足该约束，但目前的最优解不满足该约束。随后这些约束不等式可以加入线性问题中，使得下次求解可以获得「更接近整数」的结果。
在此基础上，算法使用分支定界法，将该问题分割为多个（通常为两个）子问题。随后使用单纯形法求解新的子问题，重复该过程。在分支定界的过程中，LP 松弛问题的非整数解为解的上限，整数解为解的下限。如果一个子问题的上限低于当前的全局下限，则可以除去该子问题。此外，在求解 LP 松弛问题时，可能产生其他切割平面。这些平面既可能是全局切割，即适用于所有可行的整数解的切割；或局部切割，即适用于当前分支定界子树下所有满足边界约束的解的切割。
算法概括如下：
1. 将原 ILP 问题加入活跃问题列表 {\displaystyle L} 中。
2. 取 {\displaystyle x^{*}={\text{null}}} , {\displaystyle v^{*}=-\infty }。
3. 当 {\displaystyle L} 非空时
  1. 从 {\displaystyle L} 中选择一个问题，并将其移出 L 。
  2. 解该问题的 LP 松弛问题。
  3. 如果该解不可行，返回第 3 步重新开始。如果该解可行，获得解 {\displaystyle x} 及目标函数值 {\displaystyle v}。
  4. 如果 {\displaystyle v\leq v^{*}}, 返回第 3 步。
  5. 如果 {\displaystyle x} 为整数，令 {\displaystyle v^{*}\leftarrow v,x^{*}\leftarrow x} ，返回第 3 步。
  6. 如有需要，寻找使 {\displaystyle x} 不满足约束的切割平面。如果能找到相应平面，则将其加入 LP 松弛问题中，返回第 3.2 步。
  7. 进行分支，使得原问题分为可行空间更小的子问题。将这些问题加入 {\displaystyle L} 中，返回第 3 步。
4. 返回 {\displaystyle x^{*}} 值。

## 分支策略
分支策略是分支切割算法中的重要一步。在这一步中，可以使用多种启发式分支策略。下述分支策略都包含在变量上分支。在变量上分支的大致过程为：如果变量 {\displaystyle x_{i}} 在当前的 LP 松弛问题的最优解中为分数 {\displaystyle x_{i}'} ，则向松弛问题中加入约束 {\displaystyle x_{i}\leq \lfloor x_{i}'\rfloor } ， {\displaystyle x_{i}\geq \lceil x_{i}'\rceil } 。

### 最不可行分支
该策略优先选择小数部分最接近 0.5 的变量。

### 伪成本分支
该策略的基本思想是当变量 {\displaystyle x_{i}} 被选作分支变量时，追踪目标函数的变化。基于过去的变化情况，该策略会选择预计对目标函数产生最大变化的变量作为分支变量。注意，在最初分支时，只有几个变量进行过分支，该策略会面临所需信息不足的情况。

### 强健分支
该策略在实际分支前将对变量进行测试，以确定哪个变量对目标函数的变化影响最大。完全强健分支会测试所有候选变量，计算成本很高。可以通过只考虑一部分候选变量，并不完全解出所有对应的 LP 松弛，来降低计算成本。
除了以上几种策略外，还存在大量其他的分支策略，比如伪成本分支所需的信息不足时先采用强壮分支，在获得足够的分支历史后切换到伪成本分支。